# Boolathana mainae
Boolathana mainae là một loài nhện trong họ Trochanteriidae. Loài này phân bố ở Tây Úc.